# عديمات خصر صنوبرية
عديمات الخصر الصنوبرية أو ذباب الصنوبر المنشاري أو ديبريونيدي (الاسم العلمي Diprionidae)، فصيلة حشرات صغيرة من عديمات الخصر ورتبة غشائيات الأجنحة. أعطانها جميع أنحاء العالم. أنواعها 90 في 11 جنسًا.

## روابط خارجية
- Neodiprion spp. on the جامعة فلوريدا / IFAS Featured Creatures Web site